# Jenócrates de Sición
Jenócrates de Sición o Xenokrates de Sicyon (en griego: Ξενοκράτης. También conocido como Jenócrates de Atenas. (florecido hacia el 280 a. C., posiblemente natural de Sición) fue un escultor y escritor de la Antigua Grecia, considerado uno de los primeros teóricos e historiadores del arte. Todo lo que sobrevive de su obra plástica son tres bases de estatua firmadas. Plinio el Viejo le describe como discípulo de los escultores Euthykrates (Eucícrates) o Teisikrates (Teisícrates), indicando que superó a ambos, y que escribió varios volúmenes acerca de su arte. Se cree que toda la disertación de Plinio sobre la historia de la escultura y la pintura griega están fuertemente influidos por esos textos desaparecidos y que solo pueden reconstruirse a partir de esa fuente. Era el crítico de arte más citado en la Antigua Roma de finales de la República, e influyó en gran medida en la conformación del gusto artístico de la época, en la que se impuso el helenismo en Roma.